# Kenedy (calciatore)
Robert Kenedy Nunes do Nascimento, noto semplicemente come Kenedy (Santa Rita do Sapucaí, 8 febbraio 1996), è un calciatore brasiliano, centrocampista del Pachuca, in prestito dal Real Valladolid.

## Caratteristiche tecniche
Esterno mancino, gioca prevalentemente da ala, ma può essere adattato a tutti i ruoli sulla fascia, compreso quello di terzino.

## Carriera

### Club

#### Inizi
Calcisticamente cresciuto nelle giovanili della Fluminense, ha fatto il suo esordio in prima squadra il 28 luglio 2013, nella partita persa per 0-2 sul campo del Grêmio. In totale disputa 42 partite con la maglia della Fluminense, segnando cinque reti.

#### Chelsea
Il 27 giugno 2015 viene acquistato dal Chelsea per circa dieci milioni di euro. Il 29 agosto seguente fa il suo esordio con la nuova maglia, nella partita persa per 1-2 contro il Crystal Palace a Stamford Bridge, subentrando a César Azpilicueta al 68º minuto di gioco. Il 1º marzo 2016 trova la sua prima rete in Premier League, nella vittoria per 2-1 sul campo del Norwich City, andando a segno dopo soli 39 secondi dal fischio d'inizio del match.

#### Prestiti al Watford e Newcastle
Il 30 agosto 2016 passa in prestito al Watford, con cui gioca una sola partita di campionato. Nel gennaio del 2017 fa ritorno al Chelsea in seguito ad un infortunio. A fine stagione vince la Premier League con i Blues.
Il 23 gennaio 2018 viene ingaggiato in prestito dal Newcastle Utd.
Prestito al Getafe
Il 2 settembre 2019, Kenedy è stato ceduto in prestito al Getafe, squadra de La Liga, per la stagione 2019-2020. Il 3 novembre 2019 ha segnato il suo primo gol stagionale in campionato nella vittoria per 1-0 sul Celta Vigo.

### Nazionale
Prende parte al Campionato sudamericano di calcio Under-20 2015 con la Nazionale brasiliana Under-20, siglando un gol nella fase a gironi.

## Statistiche

### Presenze e reti nei club
Statistiche aggiornate al 22 maggio 2025.
| Stagione               | Squadra                | Campionato             | Campionato | Campionato | Coppe nazionali | Coppe nazionali | Coppe nazionali | Coppe continentali | Coppe continentali | Coppe continentali | Altre coppe | Altre coppe | Altre coppe | Totale | Totale |
| Stagione               | Squadra                | Comp                   | Pres       | Reti       | Comp            | Pres            | Reti            | Comp               | Pres               | Reti               | Comp        | Pres        | Reti        | Pres   | Reti   |
| ---------------------- | ---------------------- | ---------------------- | ---------- | ---------- | --------------- | --------------- | --------------- | ------------------ | ------------------ | ------------------ | ----------- | ----------- | ----------- | ------ | ------ |
| 2013                   | Fluminense             | A/RJ+A                 | 0+9        | 0+0        | CB              | 0               | 0               | CL                 | -                  | -                  | -           | -           | -           | 9      | 0      |
| 2014                   | Fluminense             | A/RJ+A                 | 0+20       | 0+2        | CB              | 1               | 0               | CS                 | 1                  | 0                  | -           | -           | -           | 22     | 2      |
| 2015                   | Fluminense             | A/RJ+A                 | 10+1       | 3+0        | CB              | 0               | 0               | -                  | -                  | -                  | -           | -           | -           | 11     | 3      |
| Totale Fluminense      | Totale Fluminense      | Totale Fluminense      | 40         | 5          |                 | 1               | 0               |                    | 1                  | 0                  |             | -           | -           | 42     | 5      |
| 2015-2016              | Chelsea                | PL                     | 14         | 1          | FACup+CdL       | 2+2             | 0+1             | UCL                | 2                  | 0                  | CS          | 0           | 0           | 20     | 2      |
| 2016-gen. 2017         | Watford                | PL                     | 1          | 0          | FACup+CdL       | 0+0             | 0+0             | -                  | -                  | -                  | -           | -           | -           | 1      | 0      |
| gen.-giu. 2017         | Chelsea                | PL                     | 1          | 0          | FACup+CdL       | 1+0             | 0+0             | -                  | -                  | -                  | -           | -           | -           | 2      | 0      |
| 2017-gen. 2018         | Chelsea                | PL                     | 0          | 0          | FACup+CdL       | 2+3             | 0+1             | UCL                | 0                  | 0                  | CS          | 0           | 0           | 5      | 1      |
| gen.-giu. 2018         | Newcastle Utd          | PL                     | 13         | 2          | FACup+CdL       | 0               | 0               | -                  | -                  | -                  | -           | -           | -           | 5      | 0      |
| 2018-2019              | Newcastle Utd          | PL                     | 25         | 1          | FACup+CdL       | 2+1             | 0               | -                  | -                  | -                  | -           | -           | -           | 28     | 1      |
| Totale Newcastle Utd   | Totale Newcastle Utd   | Totale Newcastle Utd   | 38         | 3          |                 | 3               | 0               |                    | -                  | -                  |             | -           | -           | 41     | 3      |
| 2019-2020              | Getafe                 | PD                     | 19         | 1          | CR              | 0               | 0               | UEL                | 8                  | 2                  | -           | -           | -           | 27     | 3      |
| 2020-2021              | Granada                | PD                     | 25         | 3          | CR              | 4               | 2               | UEL                | 12                 | 2                  | -           | -           | -           | 41     | 7      |
| 2021                   | Flamengo               | A/RJ+A                 | 0+14       | 0+1        | CB              | 2               | 0               | CL                 | 1                  | 0                  | SB          | 0           | 0           | 17     | 1      |
| gen.-giu. 2022         | Chelsea                | PL                     | 1          | 0          | FACup+CdL       | 2+0             | 0+0             | UCL                | 0                  | 0                  | -           | -           | -           | 3      | 0      |
| Totale Chelsea         | Totale Chelsea         | Totale Chelsea         | 16         | 1          |                 | 12              | 2               |                    | 2                  | 0                  |             | 0           | 0           | 30     | 3      |
| 2022-2023              | Real Valladolid        | PD                     | 12         | 0          | CR              | 1               | 0               | -                  | -                  | -                  | -           | -           | -           | 13     | 0      |
| 2023-2024              | Real Valladolid        | PD                     | 29         | 2          | CR              | 0               | 0               | -                  | -                  | -                  | -           | -           | -           | 29     | 2      |
| 2024-2025              | Real Valladolid        | PD                     | 2          | 0          | CR              | 0               | 0               | -                  | -                  | -                  | -           | -           | -           | 2      | 0      |
| Totale Real Valladolid | Totale Real Valladolid | Totale Real Valladolid | 43         | 2          |                 | 1               | 0               |                    | -                  | -                  |             | -           | -           | 44     | 2      |
| Totale carriera        | Totale carriera        | Totale carriera        | 199        | 16         |                 | 23              | 4               |                    | 24                 | 4                  |             | 0           | 0           | 246    | 24     |

## Palmarès

### Club

#### Competizioni nazionali
- Campionato inglese: 1

Chelsea: 2016-2017
- Coppa d'Inghilterra: 1

Chelsea: 2017-2018

#### Competizioni internazionali
- Supercoppa UEFA: 1

Chelsea: 2021
- Coppa del mondo per club: 1

Chelsea: 2021